# Surinam-Airways-Flug 764
Am 7. Juni 1989 verunglückte eine Douglas DC-8 auf dem Surinam-Airways-Flug 764 (Flugnummer: PY764), einem Linienflug vom Amsterdamer Flughafen Schiphol zum Flughafen Zanderij bei Paramaribo während des Landeanfluges auf Zanderij. Alle neun Besatzungsmitglieder und 167 der 178 Passagiere wurden getötet, elf Passagiere und ein Hund überlebten die Katastrophe. Die Polizei taufte den Hund daraufhin Lucky. Es ist der schwerste Flugunfall in der Geschichte Surinames. In der niederländischsprachigen Presse wird der Vorfall als SLM-ramp (SLM-Unfall) bezeichnet, wobei sich SLM auf den früheren niederländischen Unternehmensnamen bezieht.

## Flugzeug und Insassen

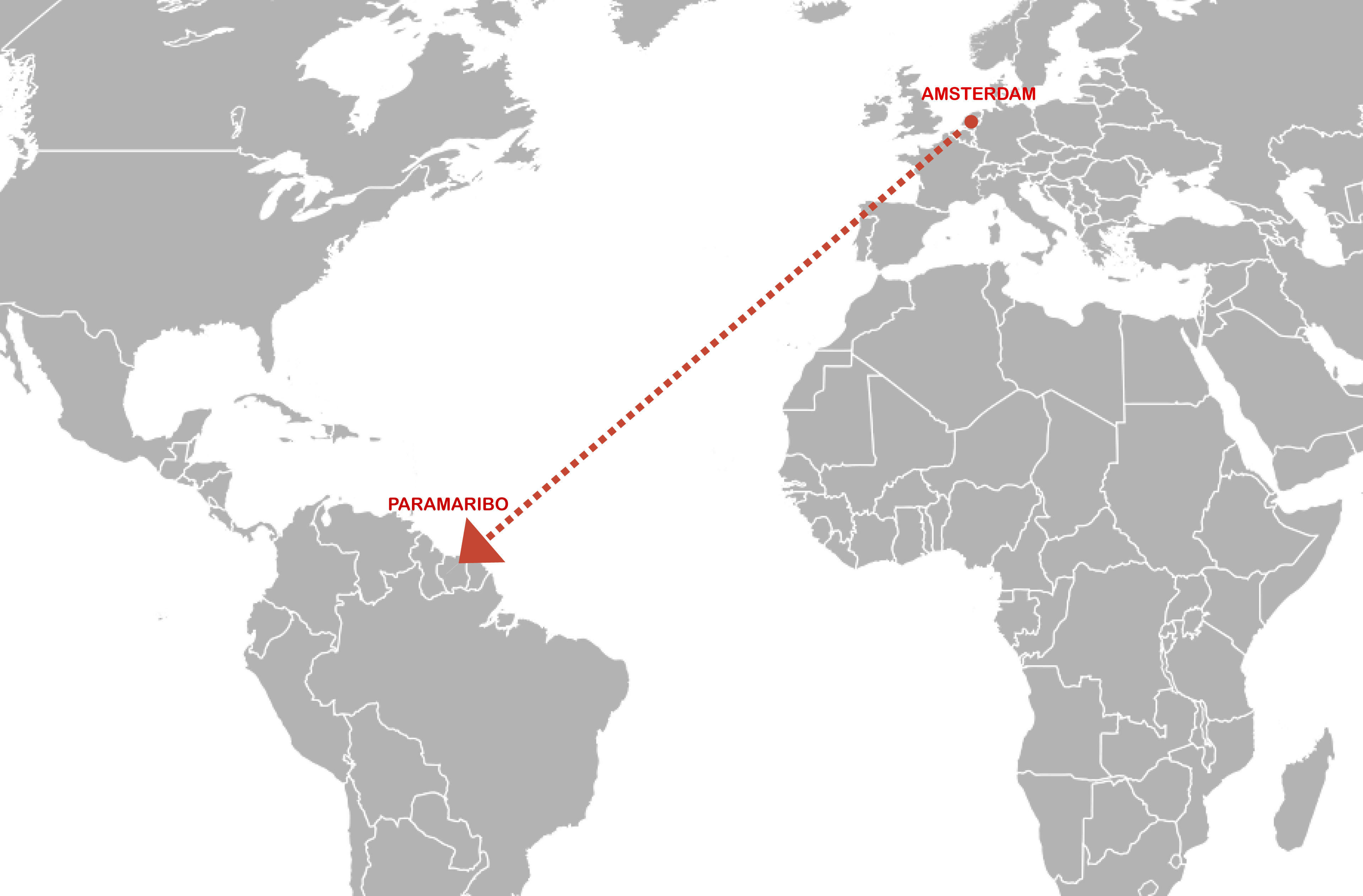
Route

Die Douglas DC-8-62 (Kennzeichen: N1809E, c/n: 46107, s/n: 498) war am 17. November 1969 an Braniff International Airways ausgeliefert worden. Die Maschine wurde am 17. November 1981 an den Hersteller McDonnell Douglas zurückgegeben. Arrow Air übernahm die eingelagerte DC-8 am 21. Dezember 1983 und verleaste sie ab dem 23. Januar 1986 langfristig an Surinam Airways. Dort wurde sie auf den Namen Fajalobi getauft, in Suriname ein Ausdruck für die Pflanze Ixora. Nach einer kurzzeitigen Untervermietung an Tropical Airways, die vom 15. Juli 1986 bis zum 2. August 1986 dauerte, setzte Surinam Airways das Flugzeug wieder selbst ein und benannte es zu Ehren des Schwimmers Anthony Nesty entsprechend um. Die Maschine wurde Anfang 1989 von Surinam Airways erworben, behielt aber ihr bisheriges US-amerikanisches Kennzeichen N1809E.
An Bord waren neun Besatzungsmitglieder und 178 Passagiere. Die Cockpit-Besatzung bestand aus Flugkapitän Will Rogers (66), dem Ersten Offizier Glenn Tobias (45) und dem Flugingenieur Warren Rose (65).
Die 178 Passagiere waren hauptsächlich surinamische Niederländer. Es war ein Teil der Fußballmannschaft Kleurrijk Elftal an Bord, der in Suriname ein Turnier bevorstand. Auch Mitglieder der Band Draver Boys, die eng mit der Kleurrijk Elftal verbunden war, flogen mit. Nicht alle Mitglieder der Mannschaft waren an Bord: einige hatten einen früheren Flug gewählt, waren durch die Playoffs gebunden, hatten von ihren Klubs keine Erlaubnis zu der Reise erhalten oder standen in Vertragsverhandlungen. Auch der spätere Bundesligatrainer Jos Luhukay fehlte auf dem Flug der Surinam Airways 764, weil er mit seinem Heimatverein, dem VVV Venlo, noch ein Relegationsspiel um den Klassenerhalt bestreiten musste.

### Unfallhergang
Die Maschine startete am 6. Juni 1989 um 23:25 Uhr Ortszeit (22:25 UTC) in Amsterdam. Die Landung in Surinam war um 4:27 Uhr Ortszeit (7:24 UTC) geplant. Der Transatlantikflug verlief ohne besondere Vorkommnisse. Um 7:00 Uhr UTC erhielten die Piloten von der Flugsicherung die Informationen über die Wettersituation am Zielflughafen. Die dortige Bodensichtweite betrug lediglich 900 Meter und lag somit unter dem Minimum für einen Sichtanflug auf die Landebahn 10. Der Flughafen Zanderij besaß zwar ein Instrumentenlandesystem (ILS), das aber zum Unfallzeitpunkt aufgrund eines Kalibrierungsfehlers nicht genutzt werden durfte. Der Defekt verursachte eine Normabweichung und damit eine Verfälschung des ILS-Gleitweges. Die Luftfahrtbehörde Surinams hatte den Funktionsfehler in internationalen NOTAMs mitgeteilt und angewiesen, das ILS nicht zu nutzen. Den Piloten des Flugs PY764 war dieser Zustand bekannt, der Copilot erwähnte es auch vor dem Landeanflug ("We don't legally have an ILS"). Trotz des Fehlers war das ILS nicht vollständig außer Betrieb genommen worden, so dass es weiter von anfliegenden Besatzungen empfangen werden konnte, der Kommandant erwähnte 27:26 (Tonbandzeit), dass er auf dem Localizer, also auf der Pistenachse sei.
Beim Anflug der Anthony Nesty auf Zanderij herrschte entgegen der Prognose zeitweise und lokal Nebel. Die Piloten erhielten vom Tower die Freigabe, ihren Landeanflug auf das Drehfunkfeuer am Flughafen auszurichten (VOR/DME-Approach). Kapitän Will Rogers entschied sich, dafür zusätzlich auch das ILS mitzubenutzen, obwohl dieses nicht zuverlässig war und er auch keine Erlaubnis dafür hatte. Im Anflug ignorierte die Besatzung die Warnungen des automatischen GPWS, dass das Flugzeug zu niedrig fliege und schaltete das System nach mehreren Warnungen offensichtlich aus. Die Maschine kollidierte in einer Flughöhe von 25 Metern zunächst mit Triebwerk Nummer 2 mit einem Baum, was zum Verlust von Teilen vor dem Hochdruckkompressor führte. Der rechte Flügel prallte danach in einen weiteren Baum und wurde abgeschert. Die Maschine rollte daraufhin um die Längsachse und stürzte um 4:27 Uhr Ortszeit rund 2800 Meter vor der Pistenschwelle auf den Boden.

### Unfalluntersuchung
Das in Florida ansässige Unternehmen Air Crew International, eine US-amerikanische Zeitarbeitsfirma für Flugpersonal, hatte die Besatzung gestellt. Die Untersuchung zeigte, dass die Papiere der Mannschaft nicht in Ordnung waren. Mit seinen 66 Jahren übertraf Kapitän Rogers das von der US-amerikanischen Federal Aviation Administration (FAA) und der surinamischen Luftfahrtbehörde festgelegte maximale Dienstalter um sechs Jahre. Außerdem hatte er keine gültige Lizenz, eine DC-8 zu fliegen und war bereits suspendiert worden, unter anderem wegen einer Landung auf der falschen Bahn. Der Co-Pilot flog unter falschem Namen und mit falschen Papieren und hatte wahrscheinlich nie einen Pilotenschein für Passagierflugzeuge gehabt.
Der Unfallbericht stellte fest, dass der Kapitän unverantwortlich gehandelt hatte, einerseits wegen der Instrumentenlandung ohne Zustimmung, andererseits, weil er nicht ausreichend auf die Flughöhe geachtet hatte. Die Fluggesellschaft wurde ebenfalls als verantwortlich bezeichnet, da sie die Qualifikation der Flugbesatzung nicht ausreichend geprüft hatte.
Die Identität von acht Verunglückten konnte 1989 nicht festgestellt werden. Im Dezember 2007 reiste ein niederländisches Disaster Victim Identification Team auf Wunsch der Überlebenden nach Suriname, um neue Versuche mit inzwischen fortgeschrittener Technik zu unternehmen.

## Andenken

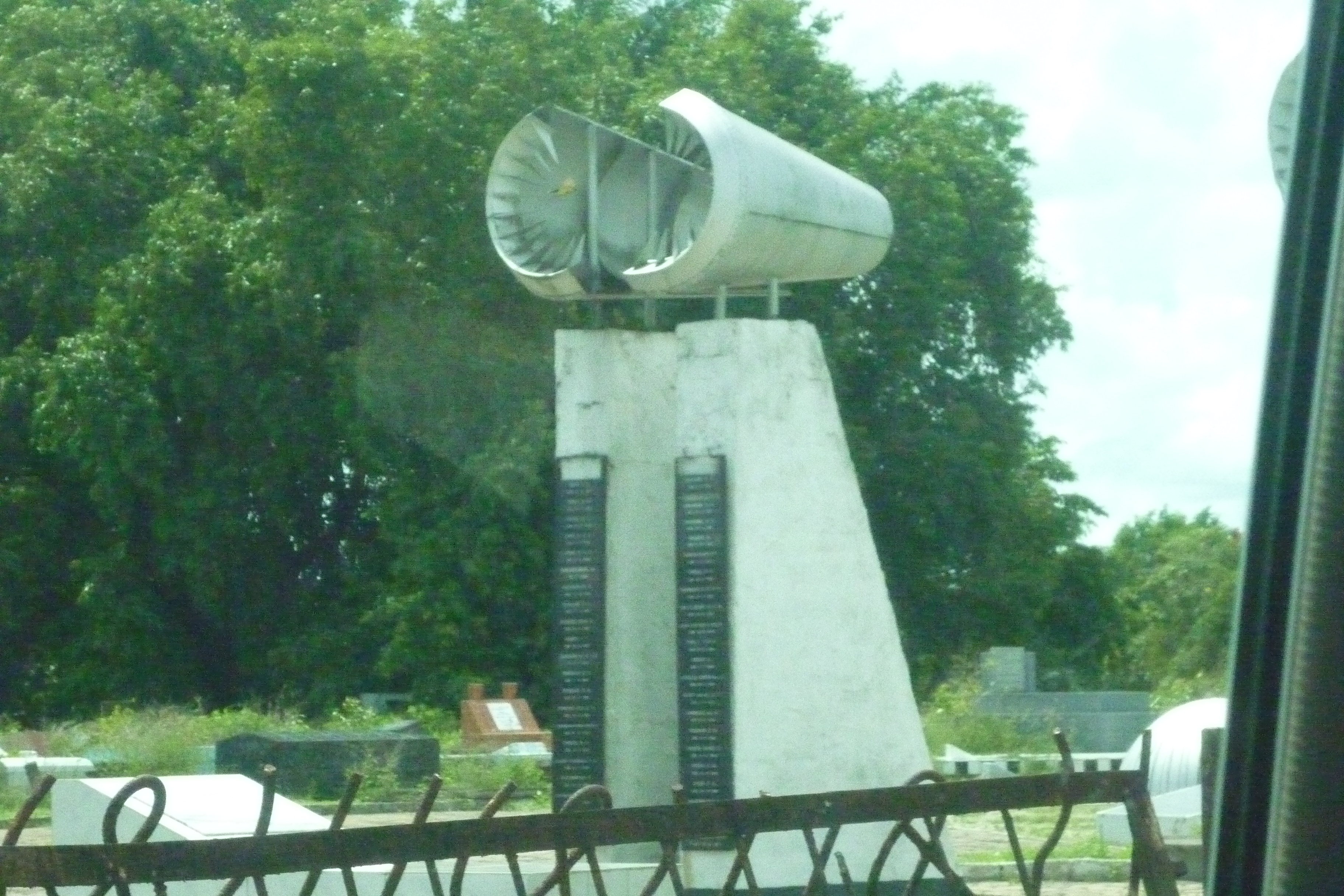
Denkmal in Paramaribo

Der Unfall fand während der Feierlichkeiten zum hundertsten Bestehen des Königlich Niederländischen Fußballbunds KNVB statt. Nach der Katastrophe wurden alle Feierlichkeiten abgesagt.
An der Unfallstelle wurde ein Denkmal errichtet.
In Paramaribo wurde ein Denkmal in der Jaggernath Lachmonstraat errichtet. (5° 48′ 54″ N, 55° 11′ 32,8″ W) Es besteht aus vier weißen Säulen, jede mit der Verkleidung eines Flugzeugtriebwerkes gekrönt. Auf den Säulen finden sich insgesamt vier Tafeln mit den Namen der Opfer.

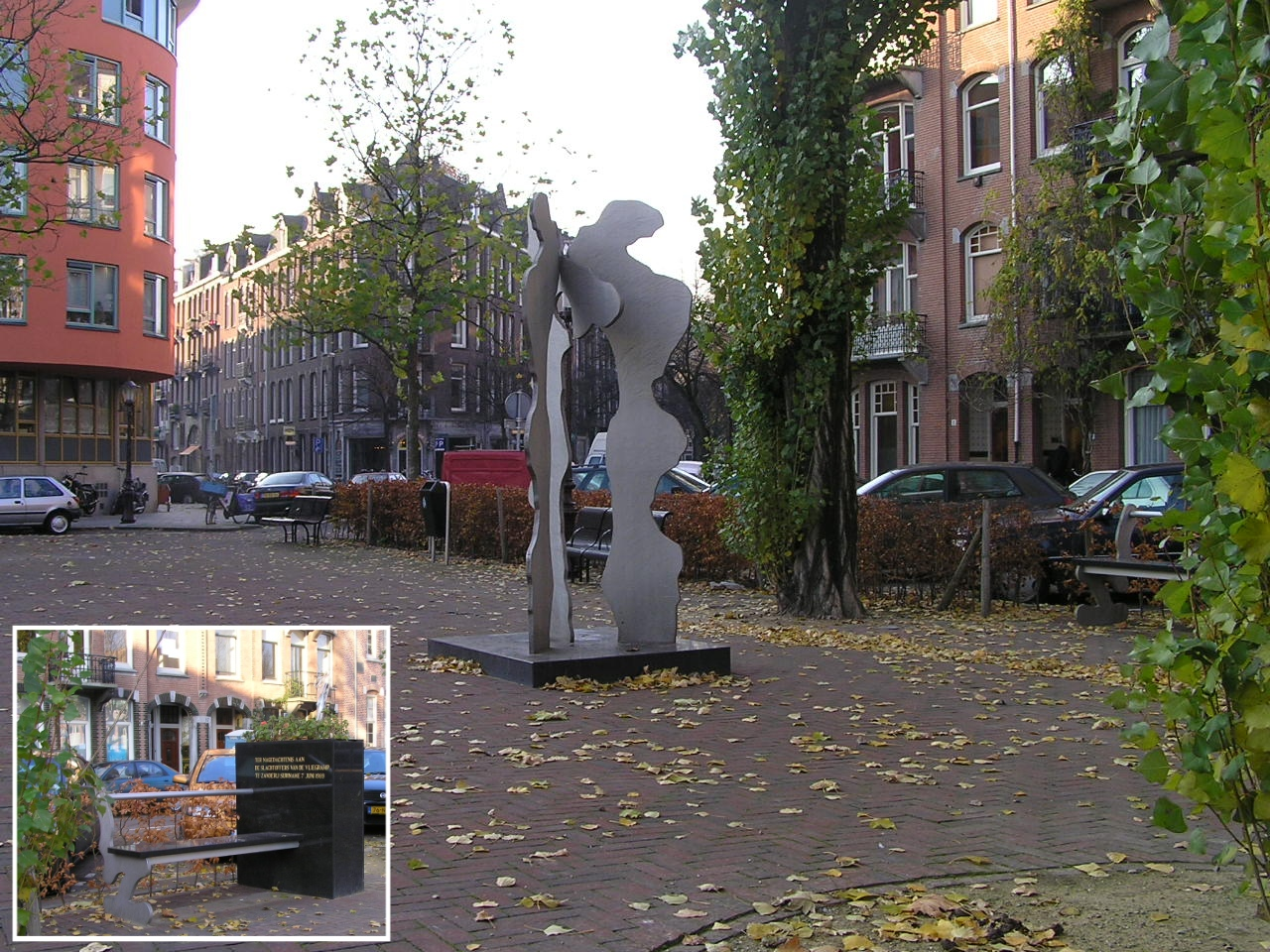
Das Denkmal in Amsterdam

In den Niederlanden wurde im De Kuip ein Benefizspiel zugunsten der Angehörigen veranstaltet. In Amsterdam-Oost wurde nahe Café De Draver auf dem 's-Gravesandeplein ein Denkmal des niederländisch-surinamischen Künstlers Guillaume Lo A Njoe errichtet.⊙ De Draver war das Stammcafé sowohl der Kleurrijk Elftal als der Draver Boys. Nach dem verunglückten Wendel Fräser wurde ein Fanheim bei der RBC benannt. Die Gemeinde Haaksbergen hat ihre Auszeichnung für das größte Sporttalent nach Andy Scharmin benannt. Der RCH hat in seinen Umkleidekabinen einen Gedenkstein für Trainer Nick Stienstra verbaut. Im IJsseldeltastadion des PEC Zwolle, das 2009 eingeweiht wurde, wurde eine Tribune nach Fred Patrick benannt. Eine Trainingshalle für die Jugend de FC Volendam ist nach Steve Sill benannt. 2011 wurde in Venlo die Sporthalle Hagerhof, die die Stadt und das College Den Hulster gemeinsam betreiben, umbenannt in Ruben Kogeldans Sporthal. Ruben Kogeldans war ein ehemaliger Schüler dieser Schule und hatte Kindheit und Jugend in diesem Stadtteil verbracht. Zwischen den Fans von NAC Breda und Sparta Rotterdam wird jedes Jahr ein Wettkampf um den Andro-Knel-Pokal ausgetragen. Andro Knel hatte bei beiden Klubs gespielt. Zwischen den Fangemeinden dieser beiden Klubs hat sich nach dem Unfall eine gute Beziehung entwickelt.
Über die Katastrophe und ihre Auswirkungen auf die Kleurrijk Elftal erschien 2005 ein Buch des Sportjournalisten Iwan Tol. Während der Buchvorstellung im Amsterdamer Olympiastadion rief der Kabarettist Freek de Jonge dazu auf, die Opfer der Elftal mit einem Gedenkstein im Stadion zu ehren.

## Getötete Fußballspieler
- Ruud Degenaar (Heracles Almelo)
- Lloyd Doesburg (Ajax Amsterdam)
- Steve van Dorpel (FC Volendam)
- Wendel Fräser (RBC Roosendaal)
- Frits Goodings (FC Wageningen)
- Jerry Haatrecht (Neerlandia) (war für seinen Bruder Winston Haatrecht eingesprungen)
- Virgall Joemmankhan (Cercle Brügge)
- Andro Knel (NAC Breda)
- Ruben Kogeldans (Willem II)
- Ortwin Linger (HFC Haarlem) (erlag drei Tage nach dem Unfall seinen Verletzungen)
- Fred Patrick (PEC Zwolle)
- Andy Scharmin (FC Twente)
- Elfried Veldman (De Graafschap)
- Florian Vijent (Telstar)
- Nick Stienstra (Racing Club Heemstede – Trainer)

Auch Mutter und Schwester des nachmaligen Fußballprofis Romeo Castelen starben.

## Überlebende Spieler
- Sigi Lens (Fortuna Sittard)
- Edu Nandlal (Vitesse), blieb teilweise querschnittgelähmt
- Radjin de Haan (Telstar)

## Belege
1. ↑  ICAO Aircraft Accident Digest No. 36, Cir. 262-AN/156, Montreal 1996, Seite 139
2. ↑  ASN Aircraft accident McDonnell Douglas DC-8-62 N1809E Paramaribo-Zanderij International Airport (PBM). In: aviation-safety.net. Abgerufen am 5. Oktober 2017.
3. ↑  25 jaar na drama Kleurrijk Elftal – NOS. In: nos.nl. Abgerufen am 10. März 2019.
4. ↑  Elke vijf jaar komt er wel een sportteam om bij een vliegramp - NRC. In: nrc.nl. Abgerufen am 10. März 2019.
5. ↑  Herdenking SLM ramp 28 jaar geleden in Suriname - Waterkant. In: waterkant.net. Abgerufen am 10. März 2019.
6. ↑  Bulletin van het Koloniaal museum te Haarlem. No. 1–52. In: books.google.de. Februar 1892, abgerufen am 5. Oktober 2017.
7. ↑  eingeschränkte Vorschau in der Google-Buchsuche
8. ↑  Michael Jahn: Jos Luhukay: Herthas kleiner General. 1. Februar 2013, archiviert vom Original (nicht mehr online verfügbar) am 8. März 2016; abgerufen am 21. Dezember 2019 (deutsch).  Info: Der Archivlink wurde automatisch eingesetzt und noch nicht geprüft. Bitte prüfe Original- und Archivlink gemäß Anleitung und entferne dann diesen Hinweis.
9. ↑  Unfallbericht Seite 129
10. ↑  Unfallbericht Seite 113
11. ↑  Zwaailichten.org: Vliegtuig crash Zanderij, Paramaribo, Suriname. In: zero-meridean.nl. Archiviert vom Original am 16. Juni 2008; abgerufen am 8. Oktober 2017.  Info: Der Archivlink wurde automatisch eingesetzt und noch nicht geprüft. Bitte prüfe Original- und Archivlink gemäß Anleitung und entferne dann diesen Hinweis.
12. ↑  's-Gravesandeplein - Google Maps. In: google.de. Abgerufen am 9. Oktober 2017.